# Idioma vestino
El vestino era una lengua osco-umbra hablada en el área habitada por los antiguos vestinos (en el valle del Aterno hasta la costa adriática, en los actuales Abruzzos) en I milenio a. C. Existen tres inscripciones en alfabeto latino fechadas entre los siglos III y II a. C.
El vestino esta atestiguados solo por dos inscripciones; la primera fue hallada en 1864 en Navelli, en el valle del Aterno. Debido a la escasez de vestigios no se puede afirmar si, pese a ser una lengua sabélica, fue más cercana al osco (como el marrucino y el peligno) o al umbro (como el volsco y el marso).

## Inscripciones
Inscripción I:
Tites Vetio duno didet Herclo Iovio. Brat data.
En latín:
Titus Vetius donum dedit Herculi Iovi. Grate data.
En español:
Tito Vetio dio el don a Hércules y Júpiter. Gracias dadas.
Inscripción II:
Sacaracrix cibat Cerria licina saluta salaus.
En latín: 
Sacerdos cibat Ceres licina salute salvi.
En español:
Sacerdote de Ceres ceba arriba la salud a salvo.